# Араканские царства
Араканские царства — государственные образования на территории современной Мьянмы.

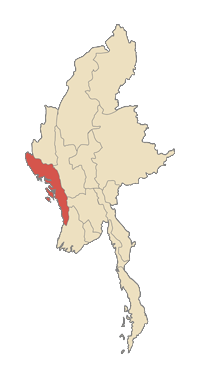
Аракан на карте современной Мьянмы

Историческая область Аракан протянулась узкой полосой вдоль восточного побережья Бенгальского залива, а от основной территории Мьянмы отделена Чинскими горами. Это благоприятствовало её большей связи с Индией, чем с основной территорией Мьянмы, и первые государственные образования в Аракане появились под влиянием индийской цивилизации. Традиция относит их зарождение к 3325 году до н. э., однако ни эпиграфика, ни археология не могут подтвердить обоснованность этой даты.
В первые века нашей эры центром араканской государственности был город Диньявади в районе современного Акьяба. В 788 году столицей стал город Вейшали. Он оставался ею до конца XI века, поэтому и само средневековое араканского государство в историографии также называют Вейшали.
До настоящего времени не удалось воссоздать сколь-нибудь целостную картину даже политической жизни этого государства. По находкам медалей и монет удалось выяснить лишь имена правителей и периоды их пребывания на троне. Надписи на монетах сделаны шрифтом нагари, названия династий в Диньявади и Вейшали также были индианизированы, цари обычно изображались с эмблемами Шивы. С первых веков нашей эры в Аракане распространились и индийские религии — буддизм и брахманизм.
В араканских хрониках почти не сохранилось свидетельств о взаимосвязях с государством Шрикшетра, хотя имеется упоминание о том, что в IX веке внук араканского царя женился на принцессе пью, и о войнах с пью в X веке. Однако, так как к этому времени государство Шрикшетра уже перестало существовать, учёные полагают, что скорее в хрониках нашли отражение попытки завоевания Аракана более поздним государством — Паганом. Паган сумел навязать даннические отношения лишь северной части Аракана, при этом его правители остались суверенными.
После того, как в XIII веке Паганское царство было разгромлено монголами и распалось на части, Аракан стал полностью независимым. От набегов шанов, изгнавших монгольских ставленников и начавших основывать свои государства, Аракан был избавлен благодаря тому, что был отделён от центральной равнины горами, и занятые междоусобной борьбой шаны не могли выделить силы на столь трудную экспедицию. Однако с другой стороны независимости Аракана угрожал Бенгальский султанат.
В правление араканского царя Минхти (1279—1374) произошло нападение на Аракан бенгальского флота. Араканцам удалось потопить вражеские суда, перегородившие устье реки Хинья около Читтагонга, забросав их камнями и спустив на них по реке горящие плоты.
В 1374 году часть араканских правящих слоёв обратилась к царю государства Ава — Минджи Свасоке — с просьбой назначить на освободившийся араканский трон своего ставленника, что тот и сделал. В 1381 году он провозгласил царём Аракана своего сына, которого араканцы, однако, свергли в 1385 году.
В 1404 году на араканском троне утвердился царь Нарамейхла (Минсоман), однако через два года авские войска снова посадили здесь своего ставленника. Нарамейхла бежал в Бенгалию. Помощь бенгальцев позволила Нарамейхле в 1430 году провозгласить независимость Аракана. В 1433 году он основал новую столицу — Мьяу-У (Мрохаун). Так появилось средневековое араканское государство.